# Miecz Ardeńczyka
Miecz Ardeńczyka (tytuł oryginału: L'Épée d'Ardenois) – francuskojęzyczna seria komiksowa autorstwa belgijskiego rysownika i scenarzysty Étienne'a Willema, opublikowana w czterech tomach w latach 2010–2015 przez szwajcarskie wydawnictwo Paquet. Po polsku ukazała się w całości w jednym albumie zbiorczym w 2018 nakładem wydawnictwa Egmont Polska.

## Fabuła
Utrzymana w konwencji heroic fantasy akcja serii rozgrywa się w epoce przypominającej średniowiecze, a jej bohaterami są antropomorficzne zwierzęta. Królik Garen, marzący o rycerskich wyczynach, wyrusza z misją powiadomienia króla o zagrożeniu: złym czarnoksiężniku Koziele z Przeklętego Lasu, który ze swoją bandą atakuje wsie, w tym rodzinną osadę Garena. Napady Kozieła oznaczają, że jego przełożony, Nuhy, władca mrocznych sił, ożył i planuje odzyskać swą czarną zbroję, która umożliwi mu opanowania świata. Wędrówka Garena pełna będzie przygód, w trakcie których napotka nowych przyjaciół i niebezpiecznych przeciwników i które na zawsze odmienią głównego bohatera.

## Tomy
| Tom | Tytuł i rok wydania polskiego | Tytuł i rok wydania oryginalnego | Uwagi                                                                   |
| --- | ----------------------------- | -------------------------------- | ----------------------------------------------------------------------- |
| 1   | Garen (2018)                  | Garen (2010)                     | Po polsku wszystkie tomy ukazały się w 2018 w jednym albumie zbiorczym. |
| 2   | Proroctwo (2018)              | La Prophétie (2012)              | Po polsku wszystkie tomy ukazały się w 2018 w jednym albumie zbiorczym. |
| 3   | Nymelle (2018)                | Nymelle (2014)                   | Po polsku wszystkie tomy ukazały się w 2018 w jednym albumie zbiorczym. |
| 4   | Nuhy (2018)                   | Nuhy (2015)                      | Po polsku wszystkie tomy ukazały się w 2018 w jednym albumie zbiorczym. |